# Адміністративний устрій Золотоніського району
Адміністративний устрій Золотоніського району — адміністративно-територіальний поділ Золотоніського району Черкаської області на 34 сільські ради, які об'єднують 61 населений пункт та підпорядковані Золотоніській районній раді. Адміністративний центр — місто Золотоноша, що є містом обласного значення та до складу району не входить.

## Список радЗолотоніського району
| №  | Назва                               | Центр                  | Населені пункти                                           | Площа км² | Місце за площею | Населення (2001), чол. | Місце за населенням |
| -- | ----------------------------------- | ---------------------- | --------------------------------------------------------- | --------- | --------------- | ---------------------- | ------------------- |
| 1  | Антипівська сільська рада           | с. Антипівка           | с. Антипівка с. Бакаївка                                  |           |                 | 1127                   | 16                  |
| 2  | Благодатнівська сільська рада       | с. Благодатне          | с. Благодатне                                             |           |                 | 3168                   | 4                   |
| 3  | Богданівська сільська рада          | с. Богдани             | с. Богдани с-ще Шкодунівка                                |           |                 | 591                    | 32                  |
| 4  | Богуславецька сільська рада         | с. Богуславець         | с. Богуславець                                            |           |                 | 864                    | 21                  |
| 5  | Броварківська сільська рада         | с. Броварки            | с. Броварки с-ще Малинівщина                              |           |                 | 518                    | 33                  |
| 6  | Бубнівсько-Слобідська сільська рада | с. Бубнівська Слобідка | с. Бубнівська Слобідка                                    |           |                 | 1454                   | 11                  |
| 7  | Вільхівська сільська рада           | с. Вільхи              | с. Вільхи с-ще Холодне                                    |           |                 | 931                    | 19                  |
| 8  | Вознесенська сільська рада          | с. Вознесенське        | с. Вознесенське с-ще Канівщина с-ще Степове с-ще Пальміра |           |                 | 4114                   | 2                   |
| 9  | Гельмязівська сільська рада         | с. Гельмязів           | с. Гельмязів                                              |           |                 | 5171                   | 1                   |
| 10 | Гладківщинська сільська рада        | с. Гладківщина         | с. Гладківщина с-ще Гладківщина                           |           |                 | 1213                   | 12                  |
| 11 | Деньгівська сільська рада           | с. Деньги              | с. Деньги с. Хвильово-Сорочин                             |           |                 | 1668                   | 8                   |
| 12 | Дмитрівська сільська рада           | с. Дмитрівка           | с. Дмитрівка с. Матвіївка                                 |           |                 | 1514                   | 10                  |
| 13 | Домантівська сільська рада          | с. Домантове           | с. Домантове                                              |           |                 | 2245                   | 6                   |
| 14 | Драбовецька сільська рада           | с. Драбівці            | с. Драбівці с. Маркізівка с. Сеньківці                    |           |                 | 1164                   | 13                  |
| 15 | Зорівська сільська рада             | с. Зорівка             | с. Зорівка с. Чернещина                                   |           |                 | 1152                   | 14                  |
| 16 | Калениківська сільська рада         | с. Каленики            | с. Каленики с-ще Ковтунівка                               |           |                 | 664                    | 26                  |
| 17 | Коврайська Друга сільська рада      | с. Коврай Другий       | с. Коврай Другий                                          |           |                 | 489                    | 34                  |
| 18 | Коврайська сільська рада            | с. Коврай              | с. Коврай                                                 |           |                 | 851                    | 22                  |
| 19 | Ковтунівська сільська рада          | с. Ковтуни             | с. Ковтуни с. Мицалівка                                   |           |                 | 945                    | 18                  |
| 20 | Коробівська сільська рада           | с. Коробівка           | с. Коробівка с. Кедина Гора с. Комарівка с-ще Снігурівка  |           |                 | 1533                   | 9                   |
| 21 | Кривоносівська сільська рада        | с. Кривоносівка        | с. Кривоносівка                                           |           |                 | 762                    | 24                  |
| 22 | Кропивнянська сільська рада         | с. Кропивна            | с. Кропивна с. Маліївка с. Щербинівка                     |           |                 | 1754                   | 7                   |
| 23 | Крупська сільська рада              | с. Крупське            | с. Крупське                                               |           |                 | 644                    | 29                  |
| 24 | Лукашівська сільська рада           | с. Лукашівка           | с. Лукашівка с. Хрущівка                                  |           |                 | 1134                   | 15                  |
| 25 | Новодмитрівська сільська рада       | с. Нова Дмитрівка      | с. Нова Дмитрівка с-ще Дібрівка с. Мелесівка              |           |                 | 3064                   | 5                   |
| 26 | Підставківська сільська рада        | с. Підставки           | с. Підставки                                              |           |                 | 644                    | 30                  |
| 27 | Піщанська сільська рада             | с. Піщане              | с. Піщане с. Коврайські Хутори                            |           |                 | 4073                   | 3                   |
| 28 | Плешканівська сільська рада         | с. Плешкані            | с. Плешкані                                               |           |                 | 651                    | 28                  |
| 29 | Подільська сільська рада            | с. Подільське          | с. Подільське                                             |           |                 | 772                    | 23                  |
| 30 | Привітненська сільська рада         | с. Привітне            | с. Привітне с-ще Роздол                                   |           |                 | 601                    | 31                  |
| 31 | Синьооківська сільська рада         | с. Синьооківка         | с. Синьооківка                                            |           |                 | 743                    | 25                  |
| 32 | Скориківська сільська рада          | с. Скориківка          | с. Скориківка с. Львівка                                  |           |                 | 878                    | 20                  |
| 33 | Софіївська сільська рада            | с. Софіївка            | с. Софіївка                                               |           |                 | 654                    | 27                  |
| 34 | Шабельниківська сільська рада       | с. Шабельники          | с. Шабельники с. Нова Гребля                              |           |                 | 1081                   | 17                  |

* Примітки: м. — місто, с-ще — селище, смт — селище міського типу, с. — село